# Xã Washington, Quận Union, Ohio
Xã Washington (tiếng Anh: Washington Township) là một xã thuộc quận Union, tiểu bang Ohio, Hoa Kỳ. Năm 2010, dân số của xã này là 824 người.